# Giovanni Andrea Massalà
Giovanni Andrea Massalà (L'Alguer 27 d'abril de 1773 - 20 de febrer de 1817) fou un escriptor sard. Fill d'Antonio Massalà i Isabella Pilo. Pertanyia a una família noble, estudià jurisprudència a la Universitat de Sàsser, però la revolta sarda de 1793 l'obligà a tornar a l'Alguer, on es va dedicar a l'ensenyament. El 1803 tornà a Sàsser i fou ordenat sacerdot, alhor que entrava en contacte amb els principals intel·lectuals del moment. El 1805 esdevingué membre de l'Acadèmia Italiana de Ciències, Lletres i Arts i el 1807 projectà la publicació d'una revista literària, però no ho pogué fer per manca de subscriptors. El 1816 Víctor Manuel I de Sardenya li oferí una canongia.

## Obres
- Dissertazioni sul progresso delle scienze e della letteratura in Sardegna (1803)
- Saggio istorico-fisico sopra una grotta sotterranea esistente presso la città di Alghero (1805)
- Programma d'un giornale di varia letteratura ad uso de' Sardi (1807)